# Kölcsey Egyesület (Nagykároly)
Kölcsey Egyesület irodalmi, történelmi egyesület Nagykárolyban (1891–1942).

## Története

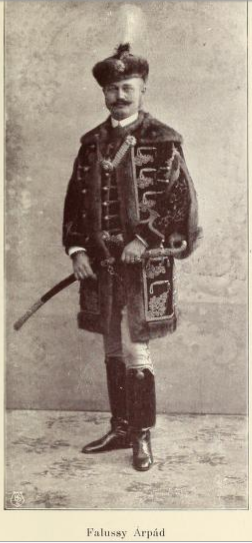
Falussy Árpád

Nagykárolyban 1897 őszén alakult meg a Kölcsey Egyesület, s megszűnt a II. világháború alatt.
Első elnöke Falussy Árpád főispán, alelnöke Cseh Lajos plébános. Műsorok, ünnepségek rendezése mellett gondot fordított a helyi kulturális hagyományok ápolására. Felállította a városban Kölcsey Ferenc és Kossuth Lajos szobrát (mindkettő Kallós Ede alkotása), és 1899-ben, Petőfi halálának félszázados évfordulóján márványtáblával örökítette meg az Arany Szarvas és Arany Csillag fogadók falán nagykárolyi látogatásainak emlékét.
Ugyancsak a Kölcsey Egyesület kezdeményezte a piarista rendház falán Révai Miklós nyelvtudós és a "branyiszkói hős", Erdősi Imre emléktáblájának elhelyezését. A vármegyeháza épületében Kölcsey-emlékszobát rendeztek be. Ebben az időszakban a Kölcsey Egyesület lelke Kovács Dezső műfordító-tanár és Poór János.
1920 után Komáromi Lajos nyomdász, a Nagykároly és Vidéke szerkesztője élesztette fel egy újabb évtizedre a Kölcsey Egyesület munkáját, megrendezve Benedek Elek és a fiatal székely írók nagykárolyi fellépését (1928). Az egyesület tevékenysége az 1920-as évek végétől a közöny és a hatóságok akadékoskodásai miatt ellanyhult, csak 1940 után került sor néhány figyelemreméltó rendezvényre, így Sík Sándort látták vendégül (1942). Elnök a két világháború között Lestyán Ödön ügyvéd. Tényleges munka azonban már nem folyt, a Kölcsey Egyesület felélesztésére a II. világháború óta még csak kísérlet sem történt.